# عبد الرحيم زهيو
عبد الرحيم زهيو (ولد في ڨابس في 26 سبتمبر 1985) هو من أبرز لاعبي القوى التونسين في دورات الألعاب البارالمبية الصيفية وبطولات العالم للمعاقين. فاز بثلاثة ذهبيات في الألعاب البارالمبية، وخمسة مرات ببطولة العالم.
كان عبد الرحيم يطمح ليكون لاعب كرة سلة محترف، إلا أن إعاقته المتمثلة في ضعف البصر كانت حاجز أمام تحقيق حلمه. التحق سنة 1998 بالجمعية المحلية لرياضة المعاقين بڨابس بتوجيه من مدربه هادي نجاح.

## الإنجازات
بدأت عبد الرحيم زهيو مشاركاته الدولية سنة 2002، بدأ في حصد الميداليات الذهبية إنطلاقا من سنة 2008 في الألعاب البارالمبية الصيفية في بيجين، ثم برز في بطولة العالم 2011 حيث فاز بمفرده بأربعة ميداليات ذهبية.

### ألعاب بارالمبية

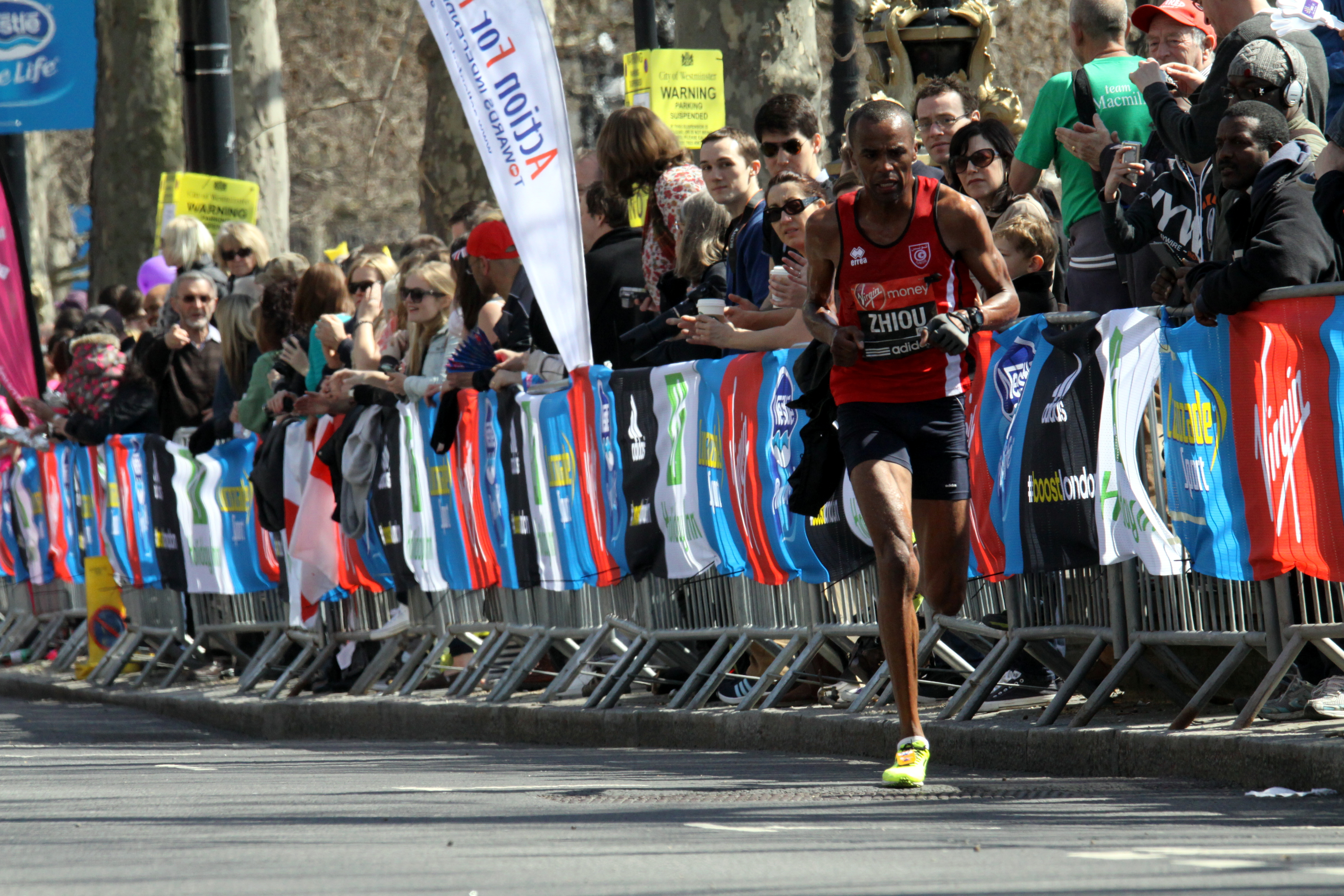
عبد الرحيم زهيو أثناء مشاركته في مارطون لندن 2012

شارك عبد الرحيم زهيو في الألعاب البارالمبية الصيفية 2008 في بيجين حيث فاز بميدالية ذهبية في سباق 800م وميدالية برونزية في سباق 10000م في إختصاص T12.
كما شارك عبد الرحيم في الألعاب البارالمبية الصيفية 2012 في لندن وفاز فيها بميداليتان ذهبيتان في سباقات 1500 و800م، ميدالية فضية في سباق 5000م وميدالية برونزية في سباق 10000 متر رجال.

### بطولات العالم
في مدينة كرايستشرش النيوزيلندية، فاز عبد الرحيم سنة 2011 ببطولات العالم في السباقات 10000، 5000، 1500 و800 متر إختصاص T12.
في بطولة العالم للمعاقين 2013 التي دارت في مدينة ليون الفرنسية، شارك عبد الرحيم في المنافسات وفاز ببطولة العالم في مسافة 1500 متر، واكتفى بالميدالية الفضية في سباقات 5000 متر و800 متر إختصاص T12.

## الإختصاصات
- 800 متر رجال T12
- 1500 متر رجال T12
- 5000 متر جال T13
- مارطون رجال T12

## روابط خارجية
- عبد الرحيم زهيو على موقع Paralympic.org (الإنجليزية)
- عبد الرحيم زهيو على موقع IPC.InfostradaSports.com (مؤرشف) (الإنجليزية)

## مواضيع ذات علاقة
- تونس في الألعاب البارالمبية الصيفية 2012
- تونس في الألعاب البارالمبية